# Cédric Pioline
Cédric Pioline (Neuilly-sur-Seine, 15 giugno 1969) è un ex tennista francese.
Pioline è nato in Francia da madre rumena e padre francese. È cresciuto in una famiglia di sportivi.
Divenne professionista nel 1989 e raggiunse l'apice della sua carriera da tennista nel maggio del 2000, raggiungendo la quinta posizione della classifica ATP. Inoltre in due finali del Grande Slam si scontrò con Pete Sampras, finendo sconfitto in entrambe le occasioni.

## Carriera
Pioline era un giocatore completo ed atletico che aveva nel rovescio ad una mano il suo colpo migliore ed in grado di ben figurare su tutte le superfici e sulla lunga distanza, come ben evidenziato dai grandi risultati ottenuti nei tornei del Grande Slam. Non particolarmente in evidenza nei tornei juniores la sua ascesa tra pro fu costante fino all'esplosione del 1993 che lo vide passare dal n. 33 al n. 10 del mondo.
A livello ATP si fa notare per la prima volta raggiungendo la semifinale nel torneo di Genova del 1990. L'anno dopo raggiunge le semifinali a Nizza e Bordeaux e i quarti a Genova, Stoccarda, Tolosa e Berlino arrivando al n. 51 ATP.
Nel 1992 passa 3 turni a Key Biscayne e al Roland Garros, è in semifinale a Bordeaux e Mosca, nei quarti a Basilea mentre a Lione gioca la sua prima finale del circuito maggiore, perdendo da Pete Sampras. Chiude l'anno al 33.
Nel 1993 gioca la sua prima finale in un Masters-series a Montecarlo, battendo tra gli altri Korda ed Edberg e cedendo a Bruguera. Inanella da quel momento una serie impressionante di risultati con grande continuità: semifinale a Monaco, quarti a Rosmalen, Manchester, Wimbledon, Indianapolis e Long Island. Agli Us Open dopo aver dominato il redivivo Mats Wilander, sorprende negli ottavi di finale il n. 1 del mondo Jim Courier, che in quella stagione aveva raggiunto la finale in tutti i precedenti Slam, nei quarti si conferma sul n. 8 Medvedev e in semifinale su Masur. Perde la finale da Pete Sampras, arrivando così ai piedi della top10, al n. 11. Nella stagione indoor raggiunge altre 3 finali, perdendole però tutte, a Tolosa, Bolzano e Lione, ancora da Sampras, che lo ferma anche in semifinale ad Anversa, in due match molto lottati. Non riesce a qualificarsi per il Masters, chiudendo la stagione al n. 10, ma per la Grand Slam Cup, dove perde al primo turno.
Nel 1994 non conferma i risultati della stagione precedente raggiungendo come risultato di rilievo solo la finale a Long Island, perdendo da Kafelnikov. Nel '95, sceso nel frattempo al n. 58, gioca molto bene a Wimbledon, tornando nei quarti di finale dopo aver battuto Courier e Korda e perdendo da Boris Becker per 9-7 al quinto set ma è nel 1996 che torna nei piani alti della classifica. Dopo aver perso a Zagabria e a Marsiglia l'ottava e la nona finale consecutiva, spezza l'incantesimo a Copenhaghen dove batte il giocatore di casa Carlsen.  Raggiunge la semifinale a Montecarlo, i quarti al Roland Garros e gli ottavi a Wimbledon. Schierato titolare nella finale di Coppa Davis contro la Svezia, batte facilmente Stefan Edberg mentre perde per 9-7 da Thomas Enqvist, trofeo poi vinto dalla Francia.
Nel 1997 raggiunge i quarti di finale a Indian Wells e Barcellona. Sulla terra di Praga centro il secondo successo in carriera battendo Bohdan Ulihrach. Tali risultati non bastono a difendere i punti in scadenza, vedendo Pioline scendere dal 21 al 44. A Wimbledon, senza essere testa di serie, conquista la seconda finale Slam in carriera, eliminando tra gli altri Wayne Ferreira, Greg Rusedski e Michael Stich, al suo ultimo torneo, in 5 set spettacolari. Nulla da fare invece in finale contro Sampras, che si impone 6-4 6-2 6-4. Raggiunge in seguito gli ottavi agli Us Open e i quarti nel Masters-series di Stoccolma, per chiudere in top20 la stagione.
Inizia il 1998 raggiungendo per la prima volta gli ottavi anche agli Australian Open, di gran lunga il suo Slam meno prolifico. Continua la buona stagione con la semifinale a San Pietroburgo e le finali a Londra e a Montecarlo, dove batte Guga Kuerten e Alberto Berasategui, in un match rocambolesco. Bene anche a Parigi, dove Corretja lo ferma ai quarti mentre esce al 1t nei due slam successivi. Va in semifinale a Boston e Tashkent e chiude l'anno al n. 18, dopo essere rientrato brevemente in top10 tra il Roland Garros e Wimbledon. 
Nel 1999 ottiene la semifinale a Doha e Marsiglia, e gioca molto bene sull'erba con la vittoria a Nottingham e i quarti a Wimbledon, mentre agli Us Open si issa fino alla semifinale, fermato da Todd Martin, dopo aver sconfitto Kuerten. Grazie ai quarti di Bercy, chiude al n. 13 ATP la seconda migliore stagione della carriera.
Nel 2000 inizia l'anno con le vittorie nei tornei di Rotterdam e Montecarlo, sconfiggendo in finale rispettivamente Tim Henman e Dominik Hrbaty. Raggiunge così, alla soglia dei 31 anni, il best ranking alla posizione n. 5. Successivamente ottiene la qualificazione ai quarti ad Amburgo e, per l'ultima volta in carriera, agli ottavi a Parigi. A livello ATP gioca altre 2 semifinali: Vienna 2000 e Marsiglia 2002, ritirandosi al termine dell'anno.

## Statistiche

### Finali del Grande Slam (2)

#### Perse (2)
| Anno | Torneo    | Avversario in finale | Punteggio     |
| 1993 | US Open   | Pete Sampras         | 4–6, 4–6, 3–6 |
| 1997 | Wimbledon | Pete Sampras         | 4–6, 2–6, 4–6 |

## Titoli (6)

### Singolare (5)
| Legenda                |
| Grand Slam (0)         |
| Tennis Masters Cup (0) |
| ATP Masters Series (1) |
| ATP Tour (4)           |

| Legenda superfici |
| Cemento (1)       |
| Terra (2)         |
| Erba (1)          |
| Sintetico (1)     |

| Nº | Data              | Torneo                                      | Superficie  | Avversario della finale | Risultato           |
| -- | ----------------- | ------------------------------------------- | ----------- | ----------------------- | ------------------- |
| 1. | 11 marzo, 1996    | Copenaghen Open, Copenaghen                 | Sintetico   | Kenneth Carlsen         | 6–2, 7–6(7)         |
| 2. | 28 aprile, 1997   | Praga, Repubblica Ceca                      | Terra rossa | Bohdan Ulihrach         | 6–2, 5–7, 7–6(4)    |
| 3. | 14 giugno, 1999   | Nottingham Open, Nottingham                 | Erba        | Kevin Ullyett           | 6–3, 7–5            |
| 4. | 14 febbraio, 2000 | ABN AMRO World Tennis Tournament, Rotterdam | Cemento     | Tim Henman              | 6(3)–7, 6–4, 7–6(4) |
| 5. | 17 aprile, 2000   | Monte Carlo Open, Monte Carlo               | Terra rossa | Dominik Hrbatý          | 6–4, 7–6(3), 7–6(6) |

### Sconfitte in finale in singolare (12)
| Legenda                     |
| Grande Slam (2)             |
| Tennis Masters Cup (0)      |
| Grand Slam Cup (0)          |
| ATP Masters Series (2)      |
| ATP Championship Series (1) |
| ATP World Series (7)        |

| No. | Data               | Torneo                                   | Superficie  | Avversario in finale | Punteggio     |
| 1.  | 26 ottobre, 1992   | Grand Prix de Tennis de Lyon, Lione (1)  | Sintetico   | Pete Sampras         | 6–4, 6–2      |
| 2.  | 26 aprile, 1993    | Monte Carlo Open, Monte Carlo (1)        | Terra rossa | Sergi Bruguera       | 7–6, 6–0      |
| 3.  | 13 settembre, 1993 | U.S. Open, New York                      | Cemento     | Pete Sampras         | 6–4, 6–4, 6–3 |
| 4.  | 11 ottobre, 1993   | Grand Prix de Tennis de Toulouse, Tolosa | Cemento     | Arnaud Boetsch       | 7–6, 3–6, 6–3 |
| 5.  | 18 ottobre, 1993   | ATP Bolzano, Bolzano                     | Sintetico   | Jonathan Stark       | 6–3, 6–2      |
| 6.  | 25 ottobre, 1993   | Grand Prix de Tennis de Lyon, Lione (2)  | Sintetico   | Pete Sampras         | 7–6, 1–6, 7–5 |
| 7.  | 29 agosto, 1994    | Waldbaum's Hamlet Cup, Long Island       | Cemento     | Evgenij Kafel'nikov  | 5–7, 6–1, 6–2 |
| 8.  | 5 febbraio, 1996   | Zagabria, Croazia                        | Sintetico   | Goran Ivanišević     | 3–6, 6–3, 6–2 |
| 9.  | 19 febbraio, 1996  | Open 13, Marsiglia                       | Cemento     | Guy Forget           | 7–5, 6–4      |
| 10. | 7 luglio, 1997     | Wimbledon, Londra                        | Erba        | Pete Sampras         | 6–4, 6–2, 6–4 |
| 11. | 2 marzo, 1998      | Guardian Direct Cup, Londra              | Sintetico   | Evgenij Kafel'nikov  | 7–5, 6–4      |
| 12. | 27 aprile, 1998    | Monte Carlo Open, Monte Carlo (2)        | Terra rossa | Carlos Moyá          | 6–3, 6–0, 7–5 |

### Doppio (1)
| No. | Data           | Torneo           | Superficie  | Compagno    | Avversari in finale             | Punteggio   |
| 1.  | 5 luglio, 1993 | Gstaad, Svizzera | Terra rossa | Marc Rosset | Hendrik Jans Davids Piet Norval | 6–3 3–6 7–6 |